# Юрсовский сельсовет
Юрсовский сельсовет — сельское поселение в Земетчинском районе Пензенской области Российской Федерации.
Административный центр — посёлок Пашково.

## История
Статус и границы сельского поселения установлены Законом Пензенской области от 2 ноября 2004 года № 690-ЗПО «О границах муниципальных образований Пензенской области».

## Население
| 2002  | 2010  | 2012  | 2013  | 2014  | 2015  | 2016  |
| ----- | ----- | ----- | ----- | ----- | ----- | ----- |
| 2196  | ↘1715 | ↘1649 | ↘1593 | ↘1547 | ↘1502 | ↘1444 |
| 2017  | 2018  | 2021  |       |       |       |       |
| ↘1417 | ↘1345 | ↘1326 |       |       |       |       |

## Состав сельского поселения
| № | Населённый пункт | Тип населённого пункта          | Население |
| - | ---------------- | ------------------------------- | --------- |
| 1 | Веселая          | деревня                         | 12        |
| 2 | Крым             | посёлок                         | 0         |
| 3 | Новый Работник   | посёлок                         | 13        |
| 4 | Пашково          | посёлок, административный центр | ↘1433     |
| 5 | Сокровка         | деревня                         | 0         |
| 6 | Юрсово           | село                            | ↘257      |